# Tuyến Lục Gia
Tuyến Lục Gia (tiếng Trung: 六家線; bính âm: Liùjiā Xiàn) là một tuyến nhánh của Tuyến Bờ Tây.

## Ga
| Tên ga     | Tiếng Trung | Tiếng Đài Loan | Tiếng Khách Gia | Khoảng cách | Chuyển đổi                        | Vị trí    | Vị trí         |
| ---------- | ----------- | -------------- | --------------- | ----------- | --------------------------------- | --------- | -------------- |
| Trúc Trung | 竹中        | Tek-tiong      | Chuk-chûng      | 0 km        | → Tuyến Nội Loan đến Tuyến Bờ Tây | Trúc Đông | Huyện Tân Trúc |
| Lục Gia    | 六家        | Lio̍k-ka        | Liuk-kâ         | 3.1 km      | ĐSCT Tân Trúc                     | Trúc Bắc  | Huyện Tân Trúc |